# Wakizashi

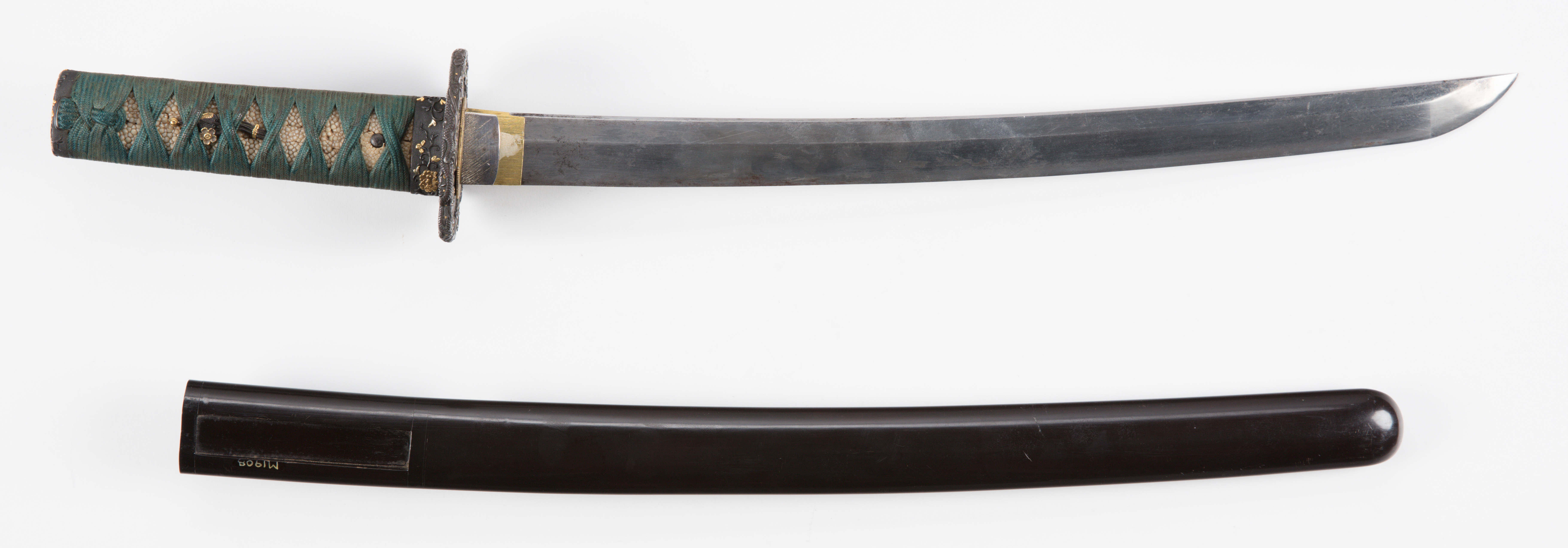
Wakizashi

Wakizashi (jap. 脇差) – japońska krótka sieczna broń biała, należąca do grupy tzw. mieczy japońskich (nihon-tō). Skrócona wersja katany, z głownią długości 30-60 cm, w większości przypadków z wzdłużną, wzmacniającą krawędzią zwaną shinogi. Przy pochwie wakizashi noszono krótki nożyk, szpikulec kōgai i pałeczki wari-kōgai. Rękojeść wakizashi nosi nazwę tsuka i jest opleciona ozdobnym sznurem uchi-himo.
Wakizashi był bronią popularną wśród zamożnych chłopów, gdyż w przeciwieństwie do katany była dla nich dozwolona. Broń ta tworzy wraz z dłuższą od niego kataną zestaw o nazwie daishō. Tylko samuraj miał prawo do noszenia dwóch broni (katany i wakizashi) jednocześnie, niemniej w 1876 roku władze japońskie zakazały noszenia mieczy katana, jak i wakizashi.